# Novo egipatsko kraljevstvo
Novo egipatsko kraljevstvo je razdoblje u povijesti drevnog Egipta između 16. stoljeća pr. Kr. i 11. stoljeća pr. Kr. za vrijeme kojeg su vladale Osamnaesta egipatska dinastija,  Devetnaesta egipatska dinastija i Dvadeseta egipatska dinastija. Glavno obilježje tog razdoblja je politička stabilnost i čvrsta središnja država.
Za vrijeme Novog kraljevstva Egipat je dosegnuo vrhunac i proširio svoje granice do najveće mjere u svojoj povijesti. Proširio se daleko na jug u Nubiju i držao je široka područja na Bliskom istoku. Pokorenom zemljom vladao je faraonov sin kao potkralj. Egipatske postrojbe lako su slomile otpor gradova-država u Siriji i Palestini jer im je nedostajala politička povezanost. Egipatski utjecaj u Siriji su ugrožavale druge dvije sile: Mitani i Hetiti. Ta krhka ravnoteža se održavala sve dok Hetiti nisu 1350. g. pr. Krista osvojili državu Mitani. 
To je najsjajnije i najslavnije razdoblje egipatske povijesti i era najpoznatijih i najslavnijih faraona. Egipat je tijekom ovog razdoblja postao najmoćnija država staroga istoka, a isto tako i priznata velesila čija ljepota umjetnosti očarava ljude još i danas. 

## 18. dinastija
Osnivačem 18. dinastije, koja je označila početak Novog kraljevstva, smatra se faraon Amasis I. On protjeruje Hikse iz Egipta, uspostavlja dobro organiziranu državu te ratuje u Nubiji.
Nasljeđuje ga sin Amenofis I. Koji je završio osvajanje Nubije te modernizirao i reformirao vojsku. On i njegova majka su štovani nakon smrti. 
Tutmozis I., njegov vojskovođa i nasljednik proveo je većinu svoje karijere ratujući i osvajajući, a mnogi smatraju da je upravo on prvi faraon koji se dao pokopati u Dolini kraljeva kod Tebe, u grobnici uklesanoj u stijenu.
Smrću njegova nasljednika Tutmozisa II., koji je kratko vladao, njegova kći Hatšepsut prigrabila je vlast. Budući da je legitimni nasljednik, Tutmozis III., bio vrlo mlad, ona je vladala umjesto njega. Pokazivala se odijevena kao muškarac, a njena vladavina je obilježena miroljubivom vanjskom politikom te izuzetnim građevinskim pothvatima. Vodila je i pomorsku ekspediciju u Punt, s koje je dovela egzotične životinje i biljke, npr. majmune i tamjan. 
Njezina smrt dovela je na prijestolje njezina posinka Tutmozisa III., koji je bio najveći ratnik u egipatskoj povijesti, general koji nikada nije izgubio bitku te veliki osvajač i organizator. Za njegove je vladavine egipatsko carstvo postalo veće nego ikada prije ali i poslije, a rasprostiralo se od današnjeg Libije do Sirije. Svoje je bitke ovjekovječio u Svećanoj dvorani Amononvog hrama u Karnaku. 
Amenofis II. poznat je po svojoj iznimno zanimljivoj grobnici u Dolini kraljeva te uspješnim vojnim pothvatima. 
Njegov unuk, Amenofis III., sin faraona Tutmozisa IV. bio je veliki faraon graditelj za čije je vladavine Egipat doživio najveće bogatstvo, prosperitet i raskoš. To je bilo doba s rijetkim ratovima i podizanjem velikih kipova te hramova kao što je Luksorski hram. 
Njegov nasljednik Amenofis IV., koji kasnije mijenja ime u Eknaton, napušta dotadašnji glavni grad Tebu i gradi novu prijestolnicu koju je nazvao Akhetaton, a danas je poznata kao Amarna. Napustio je tradiciju i vjerski sistem koji je štovao mnogo bogova, i uveo jednog boga - sunce, Atona kojeg je slavio zajedno sa svojom obitelji (prva pojava monoteizma u povijesti). Zemlja je bila u velikoj krizi, a brojni teritorijalni gubitci ranije osvojenih područja, faraona, čini se, nisu zanimali. Njegove reforme su ukinute ubrzo nakon njegove smrti (vjerojatno su ga otrovali egipatski tradicionalisti), a prijestolnica je vraćena natrag u Tebu. 
Eknatona najvjerojatnije nasljeđuje njegova žena Nefertiti, koja je možda vladala kao slabo poznati faraon Smenkare, a nakon nje na prijestolje dolazi devetogodišnji Tutankamon. Zbog njegove izrazito mlade dobi u njegovim su odlukama veliku ulogu imali njegov vezir Aj te vojskovođa Horemheb. Njegova je vladavina bila kratkotrajna, značajna po tome što je vraćena stara religija a država se počela oporavljati od epizode Amarne. Umro je iznenada, kada mu je bilo samo 19 godina, a neki smatraju da je ubijen. Naslijedio ga je njegov dvorjanin Aj, a njega zapovjednik vojske Horemheb, koji je ukinuo amarnski monoteizam i Egiptu vratio staru slavu i sjaj.

## 19. dinastija
Osnivač nove 19. dinastije je Ramzes I. kojega je naslijedio mnogo značajniji sin Seti I., veliki ratnik i graditelj. Nijedan faraon prije ili poslije nije nadmašio kvalitetu umijetnosti koja je ostvarena tijekom Setijeve vladavine. 
Ramzes II., poznat i kao Ramzes Veliki, Setijev sin i nasljednik, postao je najveći egipatski faraon. Vladao je egiptom 67 godina, sagradio brojne gigantske spomenike i hramove, vodio uspješne ratove sa susjednim narodima te imao 100 djece i 200 žena. 
Naslijedio ga je njegov tek 13. sin Merenptah, koji je bio već prilićno star kad je zavladao, jer je njegov otac vladao iznimno dugo. Merenptahova je smrt obilježila razdoblje borbi za vlast.

## 20. dinastija
Izmjenjuju se faraoni koji kratko vladaju. Stanje se donekle smirilo kada je na vlast došao Setnakht, osnivač 20. dinastije. Ramzes III., njegov sin i nasljednik, uspješno je ratovao protiv brojnih naroda koji su pokušali osvojiti egipat. Ubijen je u haremskoj uroti. Faraoni koji su ga naslijedili uglavnom su nevažni i njihova je vladavina ispunjena daljnjim slabljenjem zemlje. 
Posljednji od tih faraona, Ramzes XI., bio je zadnji faraon razdoblja Novog kraljevstva. Njegovom je smrću završila najslavnija i najpoznatija era egipatske povijesti.